# Sedimento marinho

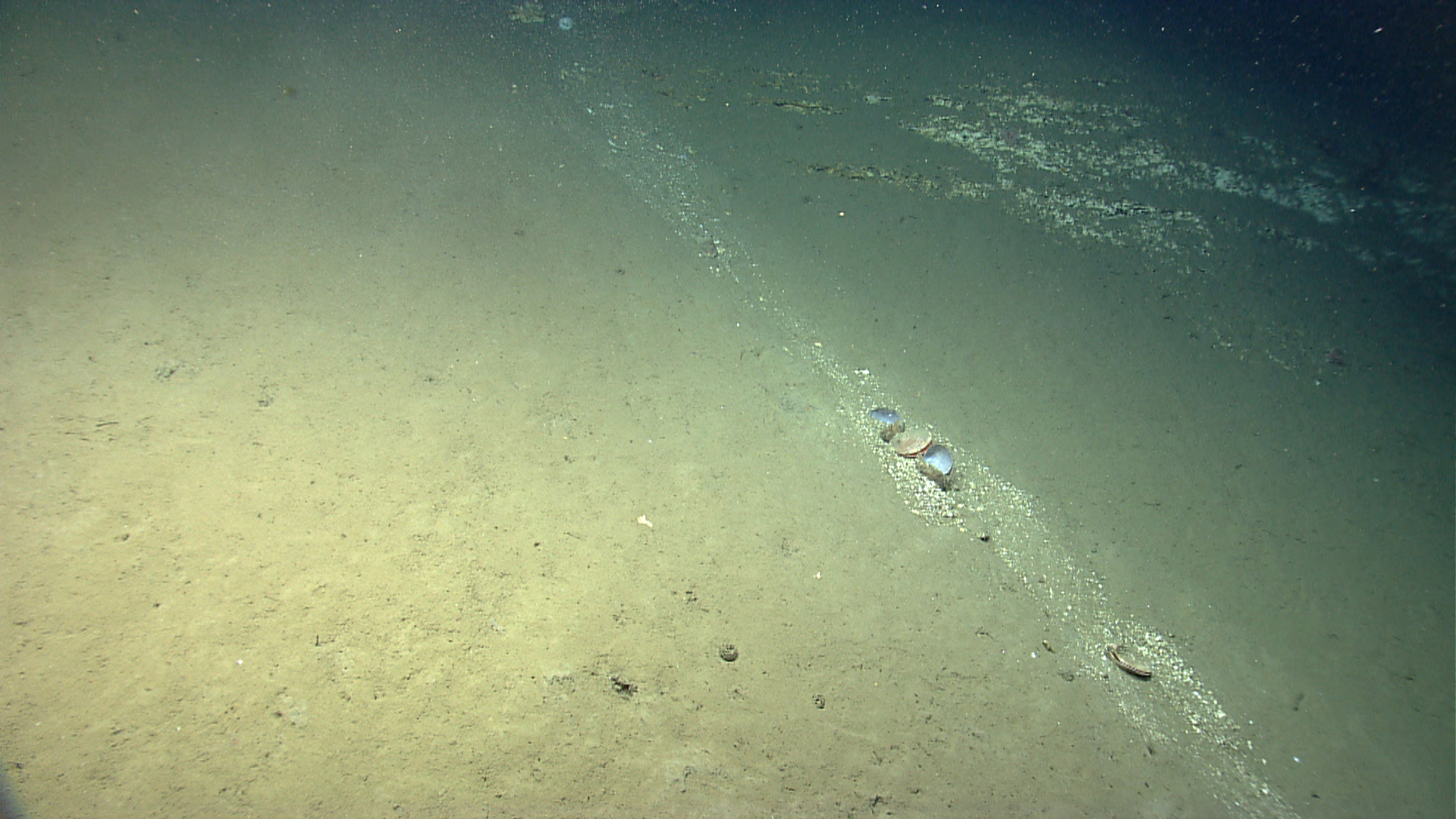
Sedimento depositado no leito marinho

O sedimento marinho é formado por uma mistura de materiais inconsolidados que são depositados no fundo oceânico. Eles são majoritariamente finos, sendo suas frações mais grossas compostas por partículas que sofreram pouco transporte, material de origem biológica (como carapaças e testas) ou material originado de intemperismo glacial.
O sedimento marinho pode ser de origem autóctone ou alóctone. O sedimento autóctone é formado no próprio oceano, como o material dissolvido ou intemperizado na coluna de água e o material de origem biológica. O sedimento alóctone é produzido fora do oceano, sendo transportado de alguma fonte externa para dentro do oceano, como as partículas carreadas pelas descargas fluviais, intemperismo glacial, vulcanismo submarino, correntes de ar atmosférico e meteoritos. A contribuição e distribuição dessas fontes de sedimento são influenciadas por fatores como hidrodinâmica, ação dos ventos e características físico-químicas das massas de água. Tais fontes também influenciam o tipo de transporte sofrido, o nível preservação dos grãos e o processo de deposição nos sedimentos marinhos.